# الشرقي (عمد)

تعديل مصدري - تعديل

الشرقي هي إحدى قرى  بمديرية عمد التابعة لمحافظة حضرموت، بلغ تعداد سكانها 295 نسمة حسب تعداد اليمن لعام 2004.